# Lerums landskommun
Lerums landskommun var en tidigare kommun i dåvarande Älvsborgs län.

## Administrativ historik
I samband med att 1862 års kommunalförordningar trädde i kraft inrättades denna landskommun i Lerums socken i Vättle härad i Västergötland. 1952 års kommunreform påverkade inte denna kommun. 1969 införlivades Skallsjö landskommun och delar från den då upplösta Stora Lundby landskommun (Östads och Stora Lundby församlingar) och 1971 ombildades landskommunen till Lerums kommun.
Kommunkoden 1952–1966 var 1524.

### Kyrklig tillhörighet
I kyrkligt hänseende tillhörde kommunen Lerums församling. Den 1 januari 1969 tillkom församlingarna Skallsjö, Stora Lundby och Östad.

## Geografi
Lerums landskommun omfattade den 1 januari 1952 en areal av 77,17 km², varav 66,69 km² land.

### Tätorter i kommunen 1960
I Lerums landskommun fanns tätorten Lerum, som hade 6 504 invånare den 1 november 1960. Tätortsgraden i kommunen var då 85,6 procent.

## Politik

### Mandatfördelning i valen 1938-1968
| 11 | 1 | 4 | 5 |

| 18 | 3 |

| 1 | 9 | 1 | 6 | 4 |

| 18 | 3 |

| 2 | 8 | 1 | 7 | 3 |

| 19 |

| 10 |  | 9 | 5 |

| 20 | 5 |

|  | 10 |  | 8 | 5 |

| 20 | 5 |

| 10 | 2 | 7 | 6 |

| 22 |

| 10 | 2 | 8 | 5 |

| 21 | 4 |

| 8 | 2 | 9 | 6 |

| 21 | 4 |

| 16 | 5 | 12 | 7 |

| 35 |